# نیککاتسو
شرکت نیک‌کاتسو (به ژاپنی: 日活株式会社) با نام کامل Nikkatsu Kabushiki-Gaisha یک شرکت سرگرمی ژاپنی است؛ که به‌خاطر تولیدات سینمایی و تلویزیونی‌اش شناخته می‌شود. این قدیمی‌ترین استودیوی اصلی فیلم ژاپن است که در سال ۱۹۱۲ و در دوران فیلم صامت تأسیس شد.
نام نیک‌کاتسو از کلمات به ژاپنی Nippon Katsudo Shashin به معنای واقعی کلمه «فیلم‌های سینمایی ژاپن» است؛ ترکیب شده‌است.
سهامداران عمده شرک نیک‌کاتسو به ترتیب تعداد سهام عبارتند از:
- هلدینگ تلویزیون نیپون (۳۵٪)
- شرکت آسمان عالی جی‌سَت (۲۸/۴٪)

## تاریخ

### تأسیس
در ۱۰ سپتامبر ۱۹۱۲، زمانی که چندین شرکت تولید و زنجیره‌های تئاتر یعنی «یوشیزاوا شوتن»، «یوکوتا شوکای»، «فوکوهودو» و «ام. پاته» با نام «فیلم‌های سینمایی ژاپن» تجمیع شدند، تأسیس شد. شرکت به سهم خود از موفقیت برخوردار بود. این شرکت کارگردانان برجسته‌ای مانند شوزو ماکینو و پسرش ماساهیرو ماکینو را به کار گرفت. در طول جنگ جهانی دوم، دولت به ده شرکت فیلم‌سازی که تا سال ۱۹۴۱ تشکیل شده بودند؛ دستور داد تا به دو شرکت تبدیل شوند. ماسایچی ناگاتا، بنیانگذار «دایئی فیلم» و کارمند سابق نیک‌کاتسو، پیشنهاد متقابلی برای تشکیل سه شرکت داد و این پیشنهاد مورد تأیید قرار گرفت. نیک‌کاتسو که قرار بود، با دو شرکت ضعیف «شینکو سینما» و «دایتو» ادغام شود، به صورت شفاهی ناراضی بودند. این کمیته برای تعیین ارزش هر شرکت، تشکیل شد؛ که با کم ارزش‌کردن هدفمند نیک‌کاتسو، منجر به تبدیل شدن شینکو به عنوان رئیس اصلی تولید شد، تلافی کرد. نیک کاتسو اصلاح شده به رونق خود ادامه داد؛ اما تمام تولیدات فیلم را متوقف کرد. صنعت فیلم پس از جنگ به سرعت گسترش یافت و در سال ۱۹۵۱، کیوساکو هوری، رئیس نیک‌کاتسو، ساخت یک استودیوی تولید جدید را آغاز کرد. هوری که فارغ‌التحصیل «دانشگاه کیزای توکیو» بود، در سال ۱۹۵۱ پس از ترک شغل اولیه خود به عنوان مدیر هتل سانو (که اکنون به عنوان برج سانوپارک، بازسازی شده‌است) به این شرکت پیوسته بود.

### عصر طلایی
در دوران هوری، نیک کاتسو «عصر طلایی» خود را سپری کرده‌است. این شرکت در سال ۱۹۵۴ دوباره شروع به ساخت فیلم کرد. نیک‌کاتسو وعده ارتقای جایگاه کارگردانی کامل در طی یک یا دو سال را داد. سیجون سوزوکی از سال ۱۹۵۶ به بعد ده‌ها فیلم برای نیک‌کاتسو ساخت و سبک بصری مبتکرانه‌ای را توسعه داد؛ اما پس از اکران چهل‌امین فیلم خود با نام تجاری «به کشتن (۱۹۶۷)»، به‌طور بحث‌انگیزی اخراج شد؛ که هوری آن را «غیرقابل درک» می‌دانست. این شرکت چند فیلم سامورایی و درام تاریخی ساخت اما در سال ۱۹۶۰تصمیم گرفت منابع خود را به تولید درام‌های جوانان شهری، کمدی، اکشن و فیلم‌های گانگستری اختصاص دهد. به خاطر فیلم‌های «اکشن بدون مرز» که برای بازار جوانان طراحی شده بودند، شهرت داشتند، که کارگردانان آن سیجون سوزوکی، توشیو ماسودا و تاکاشی اومورا بودند. این استودیو همچنین ستارگانی چون یوجیرو ایشیهارا، آکیرا کوبایاشی، جو شیشیدو، تتسویا واتاری، روریکو آسائوکا، چیکو ماتسوبارا و بعدها میکو کاجی و تاتسویا فوجی را به خدمت گرفت. فیلم‌های برجسته‌ای مانند «خوک‌ها» و «کشتی‌های جنگی (۱۹۶۱)»، «زن حشره (۱۹۶۳)» و «پورنوگرافی‌ها (۱۹۶۶)» برای آنها ساخته شد.

### ژانر دایکای‌جو (ژانر هیولایی)
به‌طور عجیبی در اوج محبوبیت ژانر دایکای‌جو (هیولا غول پیکر) ژاپن در دهه ۱۹۶۰، نیک‌کاتسو تنها یک فیلم هیولا از نوع گودزیلا تولید کرد، دایکی‌جو گاپا (جانور غول پیکر گپا) در سال ۱۹۶۷، که با عنوان «گپا: هیولای تریفیبی و سیاره ماقبل تاریخ» در سطح بین‌المللی منتشر شد. فیلمی که عموماً به عنوان بازسازی فیلم بریتانیایی «گورگو» در سال ۱۹۶۱ در نظر گرفته می‌شود.

### فیلم‌های صورتی
در سال ۱۹۷۱، محبوبیت روزافزون تلویزیون صدمات زیادی بر صنعت فیلم وارد کرد و نیک‌کاتسو برای اینکه سودآور باقی بماند، به تولید «پورنو رومی» (برگرفته از کلمه فرانسوی "رومان" به معنای "رمان" و کلمه انگلیسی "پورنو") روی آورد و فیلم‌های «ایگای صورتی» یا فیلم صورتی که بر جنسیت، خشونت، بی‌دی‌اس‌ام و عاشقانه تمرکز دارند؛ تولید شد.
اونیروکو دان مشهورترین نویسنده رمان‌های محبوب بی‌دی‌اس‌ام در ژاپن و خالق رُمان برجسته گل و مار بود، داستان‌های اونیروکو دان در ساخت و تولید تعداد بسیاری ازفیلم‌ها مورد اقتباس قرار گرفت؛ و تقریباً تمام داستان‌های اونیروکو دان فیلمبرداری شده‌اند. محبوبیت کارهای اونیروکو دان و فیلم‌های نیک‌کاتسو در ژاپن به حدی رسید؛ که طرفداران رمان‌های اونیروکو دان به صورت یک فرقه مطرح شدند.
هوری به دلیل تغییر تمرکز استعفاء داد و بسیاری از ستاره‌ها و کارگردانان شرکت را ترک کردند. چند نفر از جمله کارگردانان فیلم یاسوهارو هاسبه، کیچی اوزاوا، شوگورو نیشیمورا و کوریوشی کورهارا ماندند. همچنین شاهد ظهور کارگردانان جدیدی مانند تاتسومی کوماشیرو، ماسارو کونوما و چوسی سونه بود.
بین سال‌های ۱۹۷۴ و ۱۹۸۶، نیک‌کاتسو تعدادی از بازیگران برجسته «پورنو رومی» خود را که در جایگاه محبوب بی‌دی‌اس‌ام قرار داشتند. تحت عنوان «ملکه‌های اِس‌اَنداِم» تبلیغ کرد. آنها عبارتند از:
- نائومی تانی (۱۹۷۴–۱۹۷۹)
- جونکو مابوکی (۱۹۸۰–۱۹۸۱)
- ایزومی شیما (۱۹۸۲–۱۹۸۳)
- نامی ماتسوکاوا (۱۹۸۳)
- میکی تاکاکورا (۱۹۸۳–۱۹۸۵)
- ران ماساکی (۱۹۸۵–۱۹۸۶)

ظهور ویدیوهای خانگی، به تولید فعال در نیک‌کاتسو پایان داد. «شریک تخت (۱۹۸۸)» آخرین نسخه از سری ۱۷ ساله پورنو رومی بود. نیککاتسو در سال ۱۹۹۳ اعلام ورشکستگی کرد.

### طوفان سوشی
در سال ۲۰۰۵، این شرکت به هولدینگ ایندکس فروخته شد و در سال ۲۰۱۰، یک استودیوی احیا شده نیک‌کاتسو تولید جدید «طوفان سوشی» را اعلام کرد، یک مجموعه فیلم که با مشارکت یک توزیع کننده آمریکایی ساخته شده‌است. تمرکز شرکت بر ساخت فیلم‌های ترسناک، علمی تخیلی و فانتزی کم‌هزینه، با هدف مخاطبان بین‌المللی است. تا سال ۲۰۱۱، این شرکت هفت فیلم بلند تولید کرده بود.

## مالکیت
- در ۱۰ سپتامبر ۱۹۱۲، با ادغام چهار شرکت به نام‌های «یوشیزاوا شوتن»، «یوکوتا شوکای»، «فوکوهودو» و «ام. پاته» و نام «فیلم‌های سینمایی ژاپن» تأسیس شد.
- در سال ۱۹۹۳ برای قانون سازماندهی مجدد شرکت، درخواست شد.
- در سال ۱۹۹۶ توسط یک شرکت تفریحی ژاپنی به نام «نامکو» خریداری شد.
- در سال ۲۰۰۵ به هلدینگ ایندکس فروخته شد؛ ایندکس یک شرکت هلدینگ ژاپنی است که در صنایع محتوای رسانه‌ای منافع دارد.

## بازیگران نیک‌کاتسو

### مردان
- یوجیرو ایشی‌هارا
- آکیرا کوبایاشی[۱۱]
- کیچیرو آکاگی[۱۲]
- جو شیشیدو
- میتسو هامادا
- کوجی مادا
- هیرویوکی ناگاتو
- تامیو کاواچی[۱۳]
- هیداکی نیتانی[۱۴]
- تاتسویا فوجی
- تتسویا واتاری
- هیده‌کی تاکاهاشی
- ماساهیکو تسوگاوا
- آکیرا ناکائو
- ایجی گو[۱۵]
- ریوتارو سوگی
- ماسایا اوکی

### زنان
- نائومی تانی
- روریکو آساوکا
- ایزومی آشیکاوا[۱۶]
- ریکو ساساموری
- ران ماساکی
- می کیتاهارا[۱۷]
- یوکو مینامیدا[۱۸]
- ماساکو ایزومی[۱۹]
- ماری شیرکی[۲۰]
- چیکو ماتسوبارا[۲۱]
- سایوری یوشیناگا
- میکو کاجی
- میتسوکو اوکا

## کارگردانان برجسته
یوزو کاواشیما
سیجون سوزوکی
شوهی امامورا
کیچی اوزاوا
تورو موراکاوا
ماسارو کونوما
یاسوهارو هاسبه
شوگورو نیشیمورا
ماسودا توشیئو
کوریوشی کورهارا
بیچی سایتو
میو ازاکی
ماسایوکی سوئو

## مراجع فرهنگی
در سال ۲۰۱۱، ایو مونت مایور، کارگردان فرانسوی، مستندی دربارهٔ دوران فیلم صورتی در نیک‌کاتسو به نام «ایگا صورتی: درون گنبد لذت سینمای اروتیک ژاپن» ساخت.

## کتابشناسی - فهرست کتب
کریس دی (۲۰۰۵). استادان یاغی فیلم ژاپنی